# 전남지구 해상방위대
전남지구 해상방위대(全南地區海上防衛隊, 목포지구 해상방위대, 목포해상방위대)는 한국 전쟁 당시 송인명 목포경비부 사령관의 지시로 창설된 것으로 알려졌다.
송인명은 목포경비부 사령관으로 부임했을 때 군과 경찰만으로 공산 잔당 소탕과 안녕질서 유지에 어려움이 많았기 때문에 목포시내 청년단과 여성청년단 등 애국단체들을 모두 동원해 작전을 보조케 했으며, 특히 해상작전이 중요했기 때문에 당시 지역유지이던 오재균에게 지시, 해상방위대를 창설해 오재균에게 대장을, 김대중에게 부대장을 맡겼다고 증언했다.
1997년 대선을 앞두고 신한국당은 해상방위대가 유령 군부대라고 주장했고, 국민회의 측에선 해상방위대는 1950년 육군본부 작전명령 제38호와 국방군사연구소에서 발행한 국방사연표에 분명히 근거가 있다고 반박했다. 1997년 대선 당시 김대중 새정치국민회의 대통령 후보는 1997년 대선 토론회에서 자신의 병역의혹에 대해 
| “ | 해상 방위대, 목포 해군 경비부 직속으로... (정확히는) 해상 방위대 전남지구 부대장, 이렇게 해 가지고 제가 저의 선박을 동원해서 공비를 토벌했고... 일선에서 제가 싸웠습니다. | ” |

라며 자신의 군 복무 의혹에 대해 해명했다.
국방부가 천용택 의원에게 제출한 자료에 따르면 해상방위대는 해군목포경비부 연혁사 제39쪽의 기록으로 봐 목포 지역에서 약 1년간(50-51년) 존속됐던 보조기관으로 추정된다. 국방부는 천용택 국민회의 의원에게 "해군 목포경비부 연혁사 39쪽에 '당 경비부 내 보조기관인 해상방위대를 총참모장의 명으로 완전해체하고 건물 일체를 인수함'이라는 기록이 51년 5월 3일자로 나온다"는 내용의 답변서를 보냈다.
한편 목포해상방위대의 사실관계 확인 요청에 대한 민원에서 해군 감찰실 (2010년)과 국방부군사편찬연구소 (2011년) 모두 목포해상방위대라는 조직에 대한 자료를 찾을 수가 없다고 답변하였다.

## 같이 보기
- 해상방위대
- 김대중
- 한국전쟁
- 송인명